# Street & Racing Technology

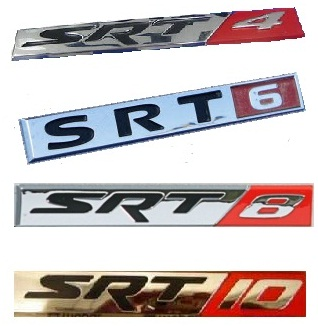
Les badges SRT.

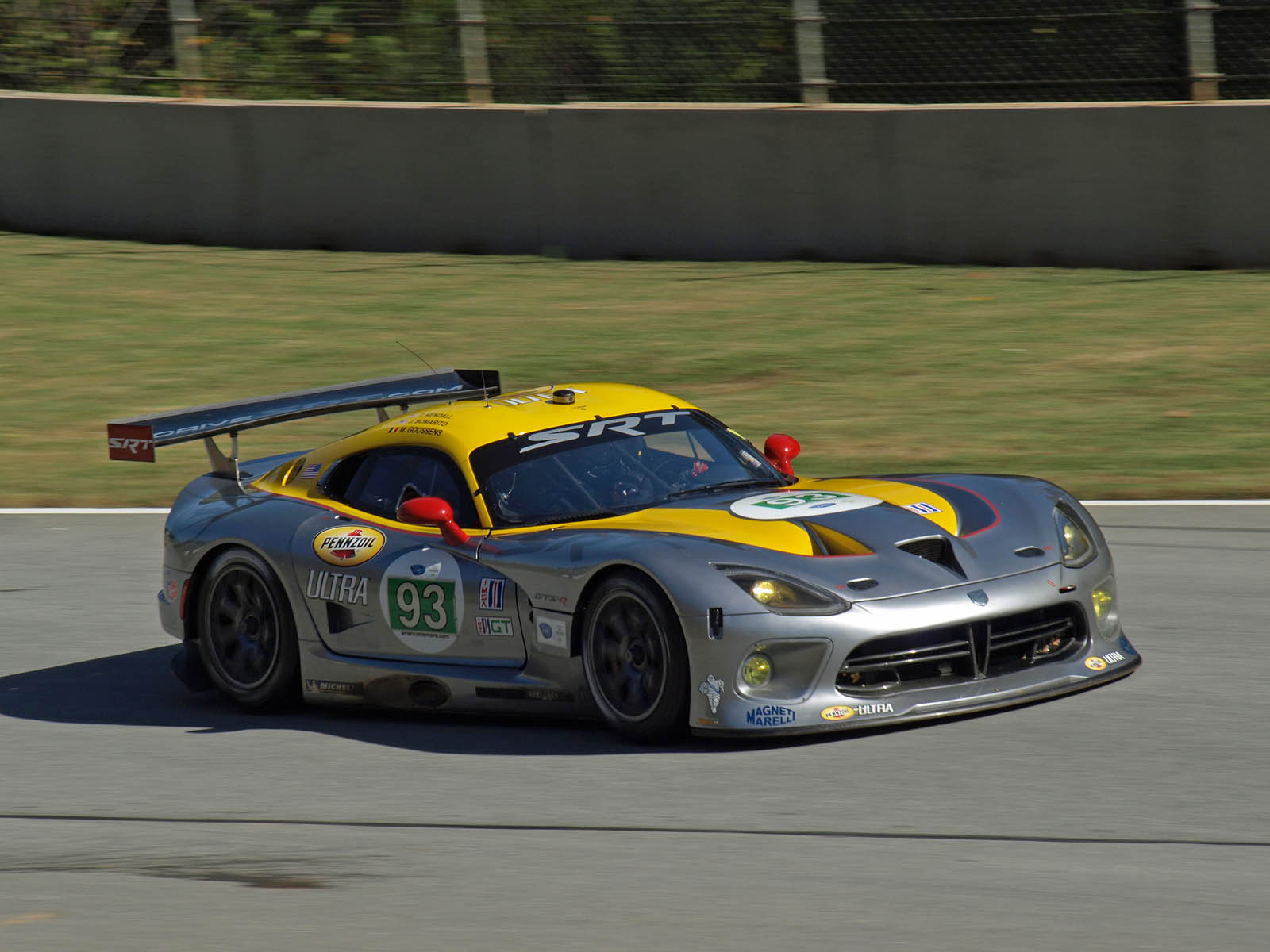
La Viper de Marc Goossens au Petit Le Mans en 2012.

Street & Racing Technology, dont l'abréviation est SRT, est une filiale du groupe Stellantis chargée de développer des modèles performants basés sur des voitures dont les marques appartiennent au groupe : Chrysler, Dodge ou Jeep.

## Historique
La convention de dénomination utilisée par SRT pour ses modèles indique le type de moteur du véhicule. Le nombre qui suit le préfixe "SRT" indique le nombre de cylindres du moteur du véhicule. Par exemple: la Chrysler 300 est équipée d’un Hemi V8 de 6,1 litres; Par conséquent, la version SRT est connue sous le nom de Chrysler 300C SRT8. De même, la Dodge Viper SRT10 et la Dodge Ram SRT10 avaient un V10 de 8,3 litres.
Actuellement, les modèles de production SRT les plus rapides sont la Dodge Challenger Demon de 2018 avec un temps de quart de mile (402 m) de 9,65 secondes, la Charger Hellcat de 2015 avec un temps de quart de mile de 11,0 secondes, la Viper SRT de 2013 avec un temps de quart de mile de 11,1 secondes. D'autres modèles SRT ont enregistré des performances au quart de mille, allant de 12,8 secondes pour la Chrysler Crossfire SRT6 à 13,9 secondes la Neon SRT4.
Chrysler a commercialisé le moteur Hemi de 6,4 L au début de 2011. Les nouvelles versions des SRT8 sont dotées d'un moteur 392 HEMI (6,4 L), d'une puissance nominale de 477 ch (350 kW) et de 637 N m.
Ce moteur est utilisé dans les Dodge Challenger SRT8, Dodge Charger SRT8, Chrysler 300 SRT8 et Jeep Grand Cherokee SRT8 de 2012.
En 2012, Chrysler a mis en œuvre un plan visant à transformer SRT en une marque distincte sous l'égide du groupe Chrysler. Au cours des années 2013 et 2014, la Dodge Viper a été vendue sous le nom de modèle SRT Viper. En mai 2014, la marque SRT a été consolidée sous Dodge.
Fin 2014, Chrysler a annoncé début 2017 une nouvelle variante des modèles Dodge Challenger et Charger appelée "SRT Hellcat" et une autre variante appelée "SRT Demon".

## Finitions

### Hellcat
"Hellcat" désigne la version la plus performante du modèle de série. Nous pouvons citer la Challenger Hellcat et la Charger Hellcat, développant 717 ch (527 kW). En juillet 2018, Dodge et SRT commencent à produire une version encore plus poussée de la Challenger; il s'agit de la Hellcat Redeye, développant 819 ch (603 kW) d'un V8 6,2 L. Elle se distingue esthétiquement par une double prise d'air sur son capot et par ses ailes élargies.

### Demon
"Demon" correspond à une version ultra-performante de la Dodge Challenger. La Demon utilise un tout nouveau moteur V8 de 6,2 litres équipé d'un compresseur de 2,7 litres, développant 819 ch (603 kW) avec essence à 91 % d'octane et 852 ch (626 kW) avec un carburant de 100 % d'octane ou supérieur. Le couple s'élève à 1 044 N m avec un carburant à 100 % d'octane. Il s'agit de la première voiture de série dont le train avant se soulève au démarrage. Elle fut produite à 3 300 exemplaires.

### Trackhawk
"Trackhawk" est la version la plus performante du Jeep Grand Cherokee. Il reprend ainsi le V8 6,2 L de la Challenger Hellcat, ce qui en fait le SUV le plus puissant à ce jour.

## Gamme

### Gamme actuelle

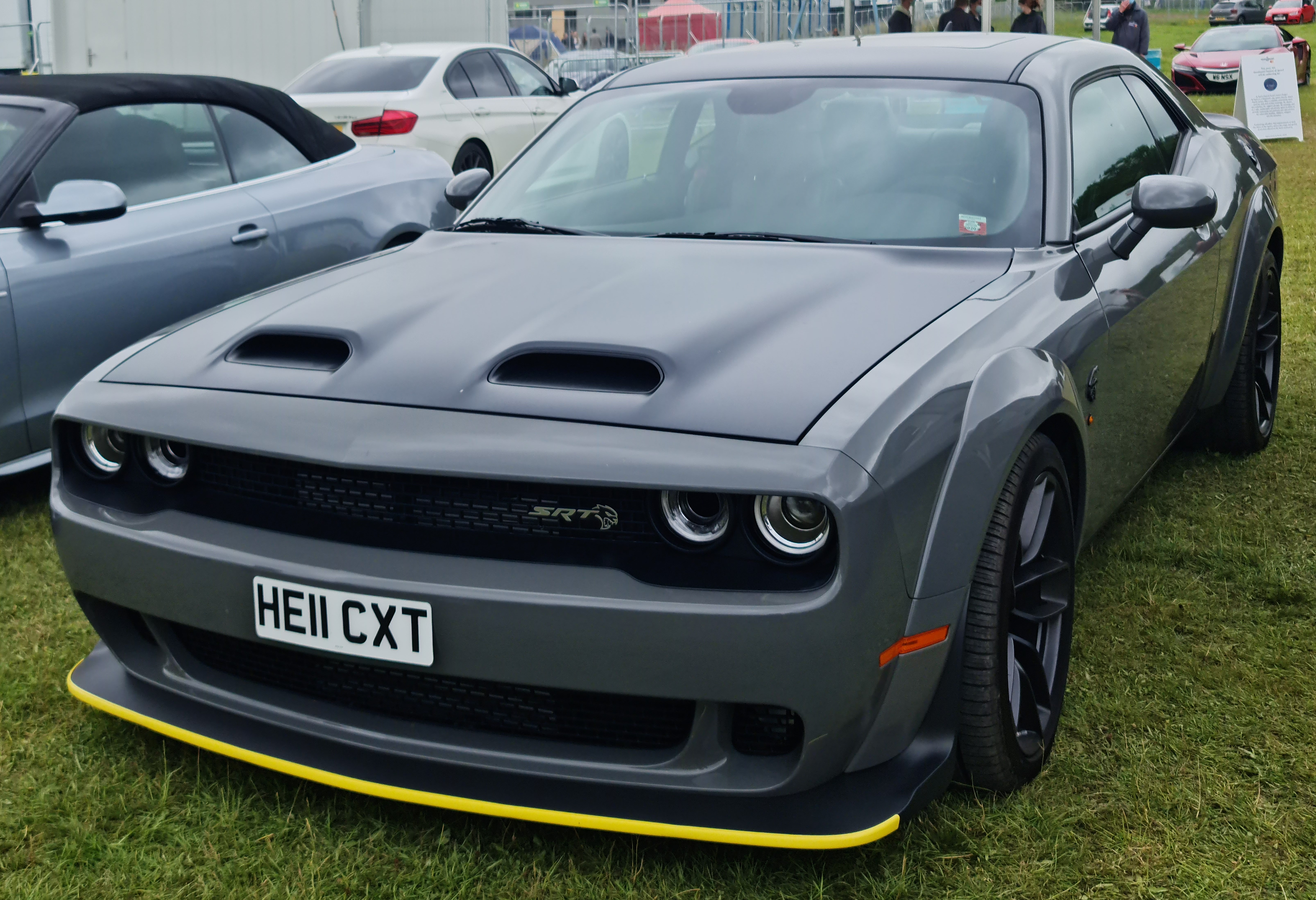
Dodge Challenger Hellcat Widebody
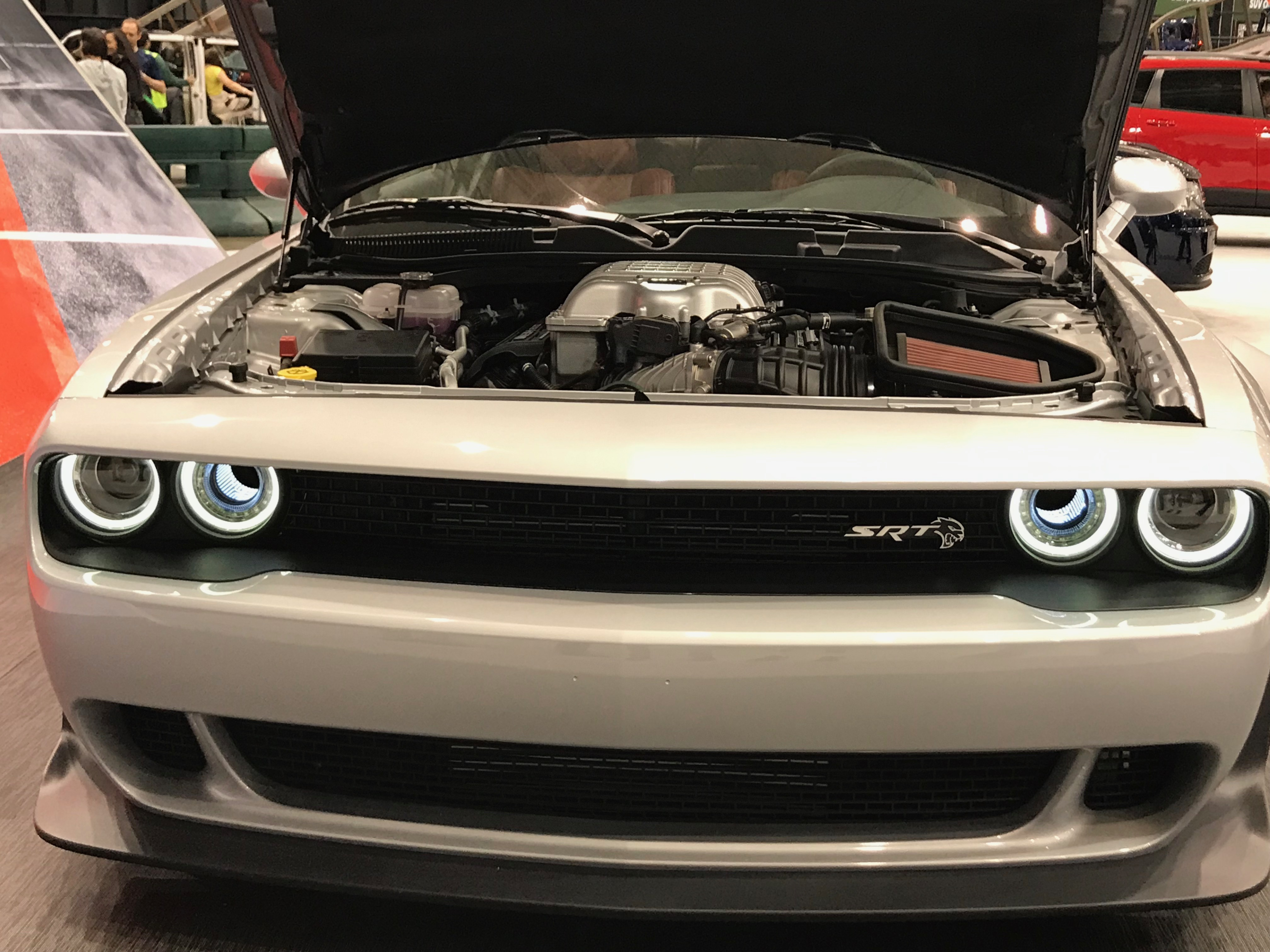
Dodge Challenger SRT Hellcat Redeye
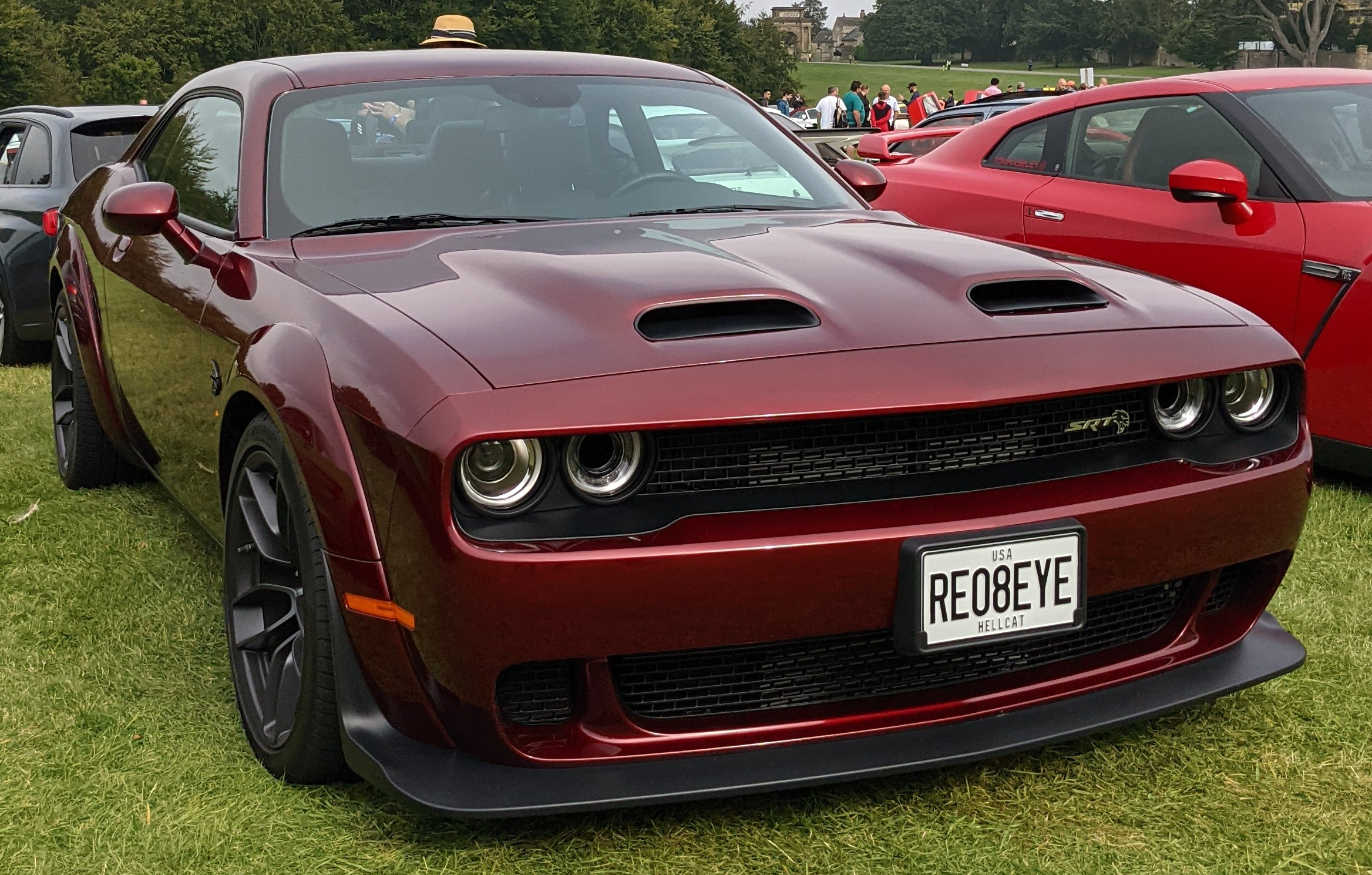
Dodge Challenger Hellcat Redeye Widebody
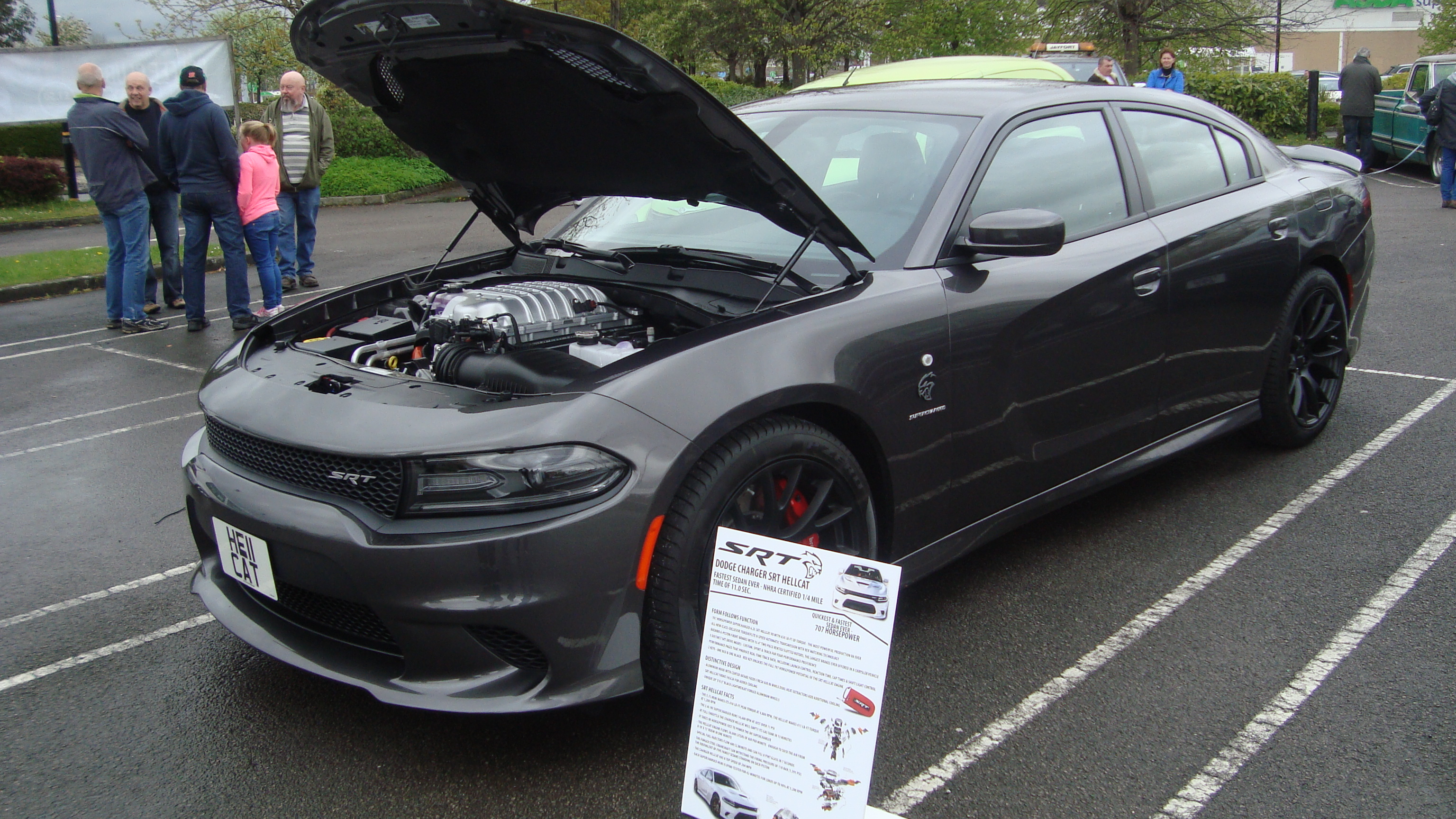
Dodge Charger Hellcat Widebody

### Anciens modèles

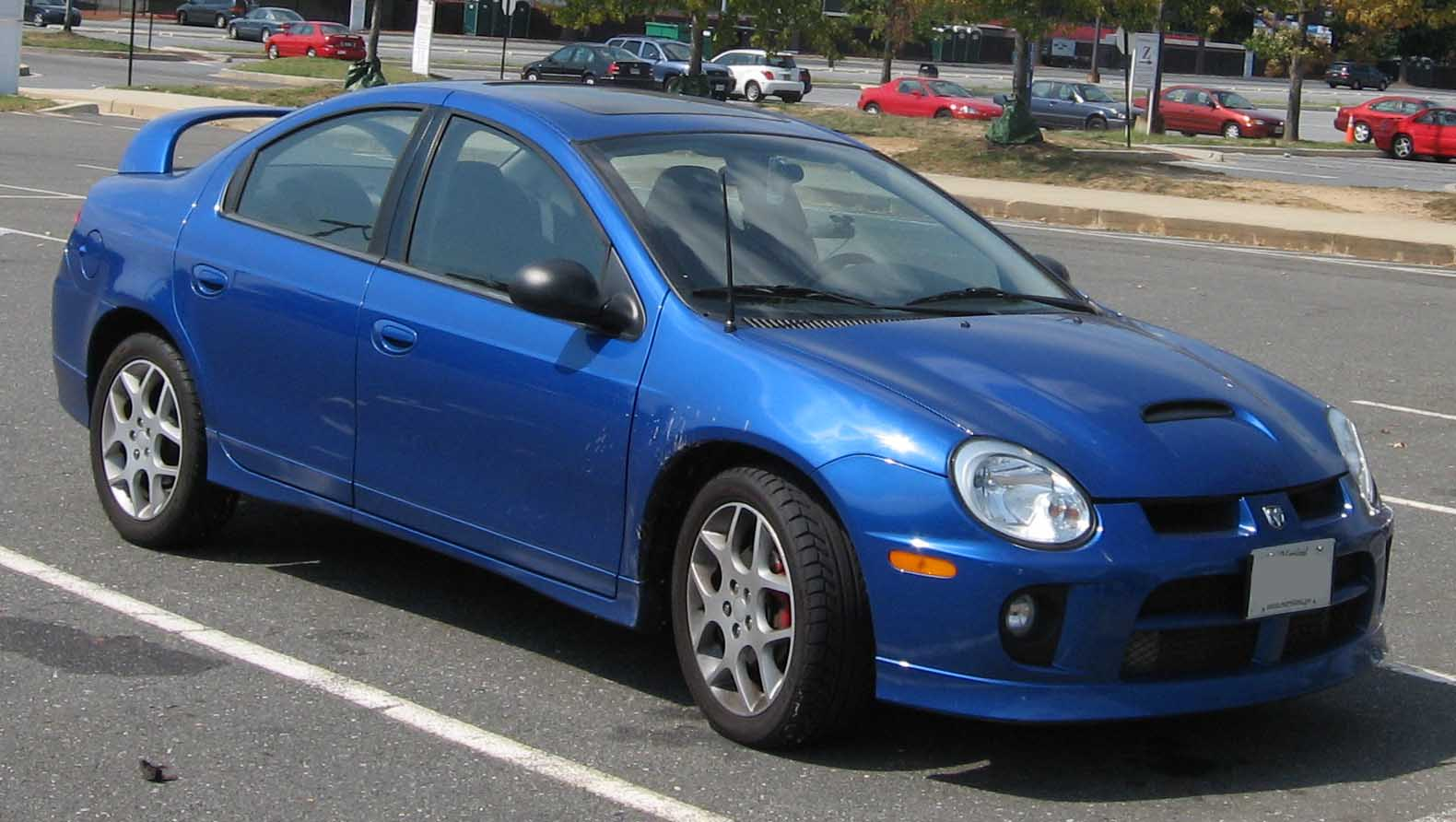
Dodge Neon SRT-4
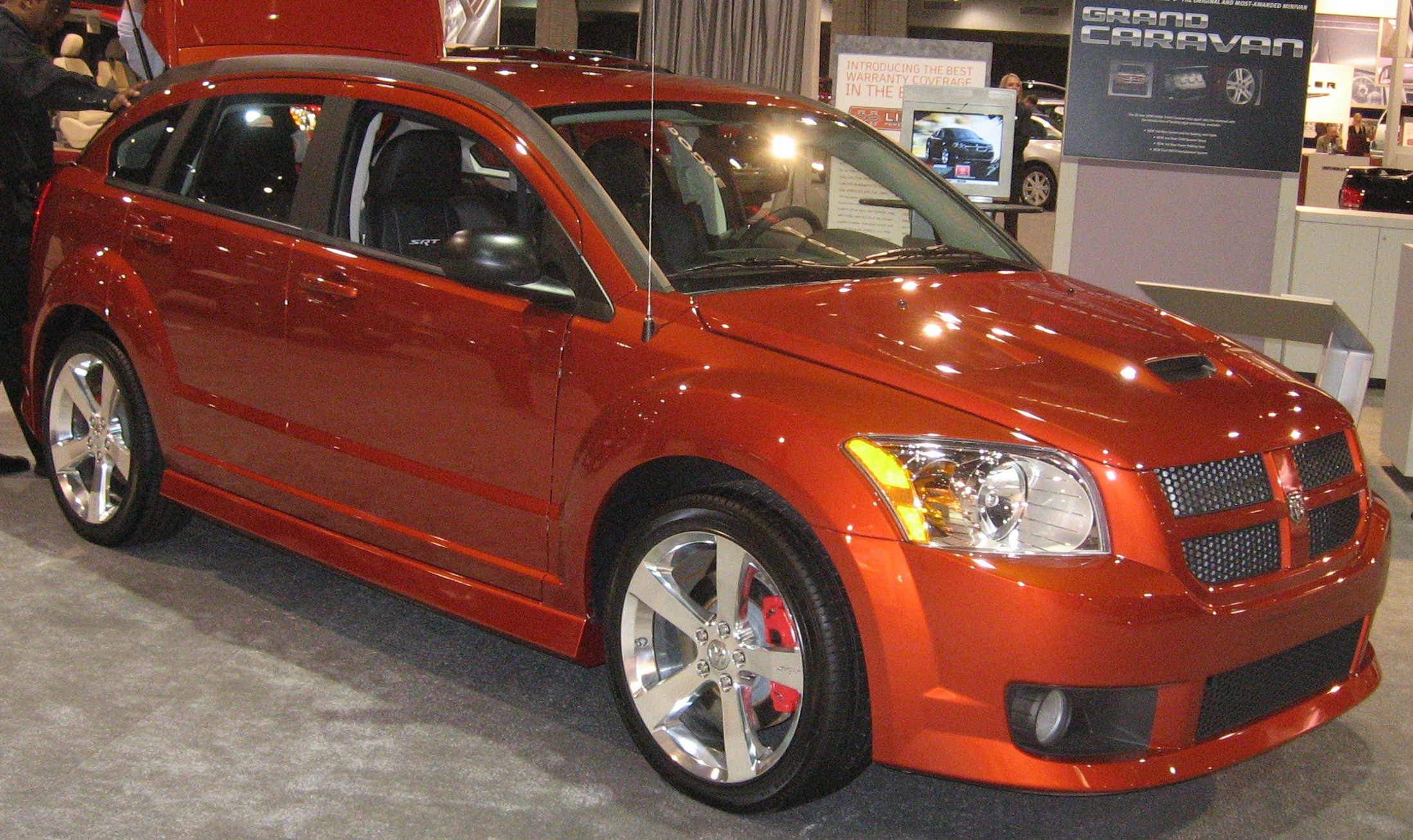
Dodge Caliber SRT-4
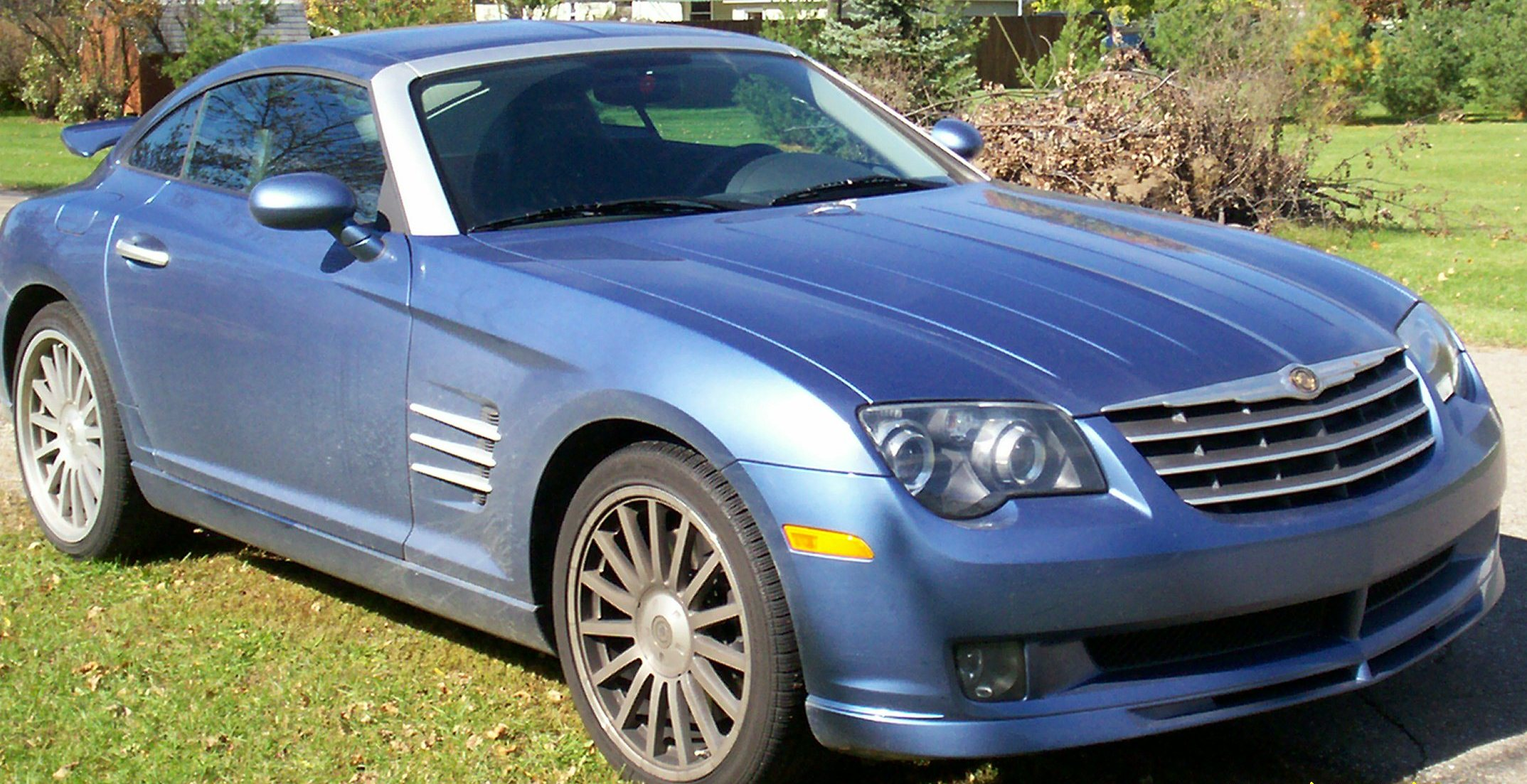
Chrysler Crossfire SRT-6
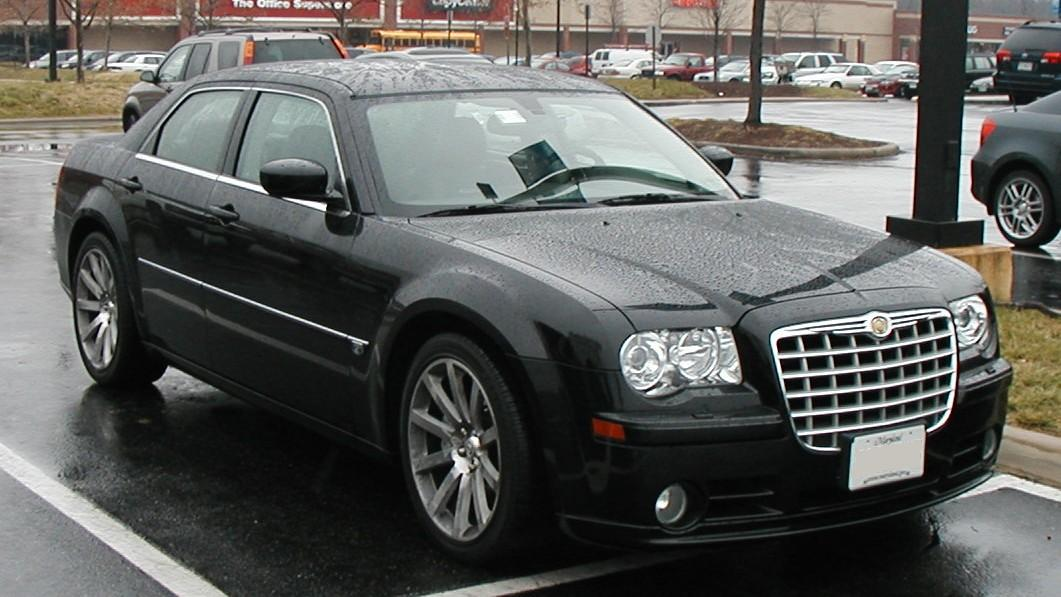
Chrysler 300C SRT-8
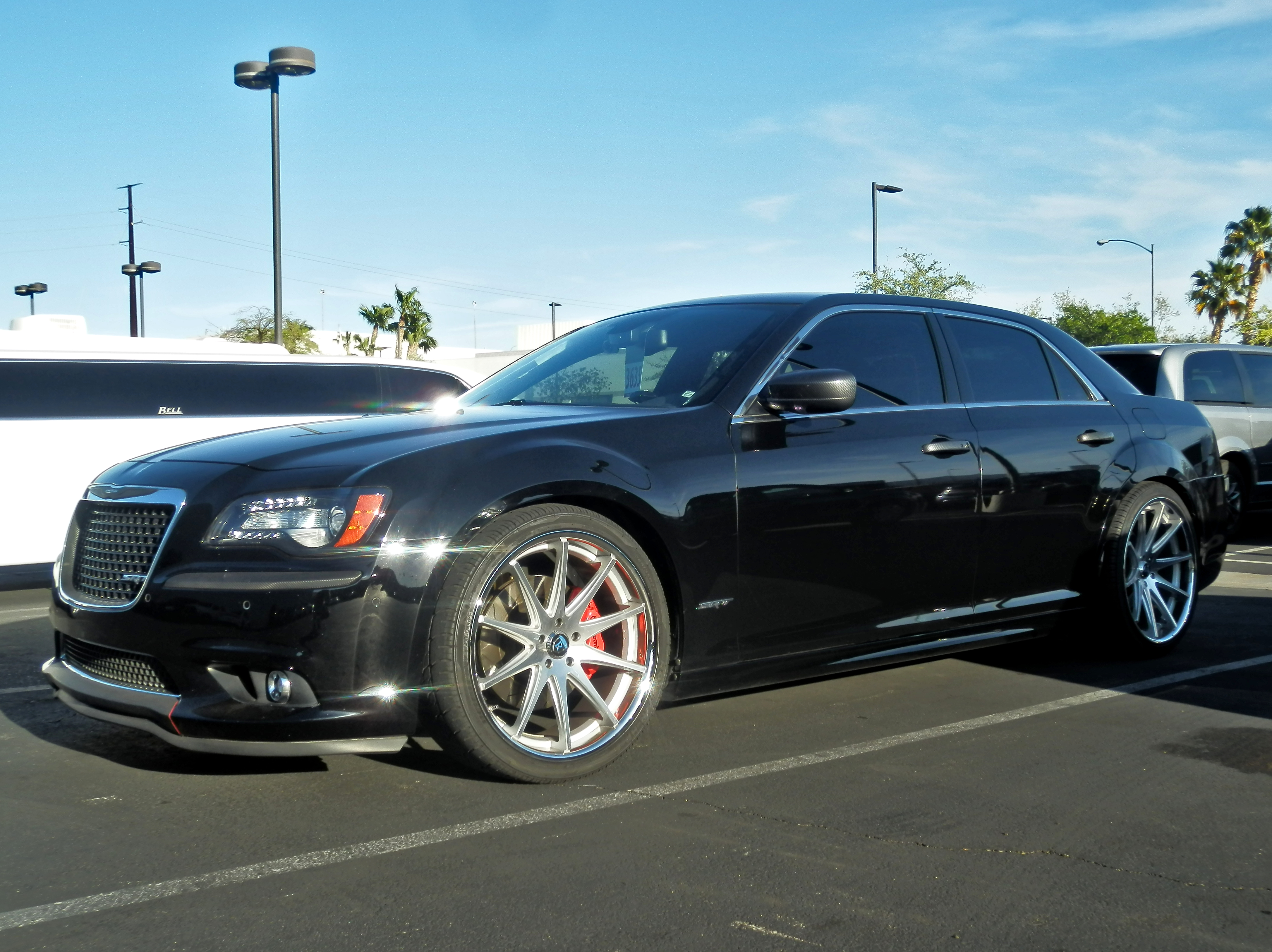
Chrysler 300 SRT-8
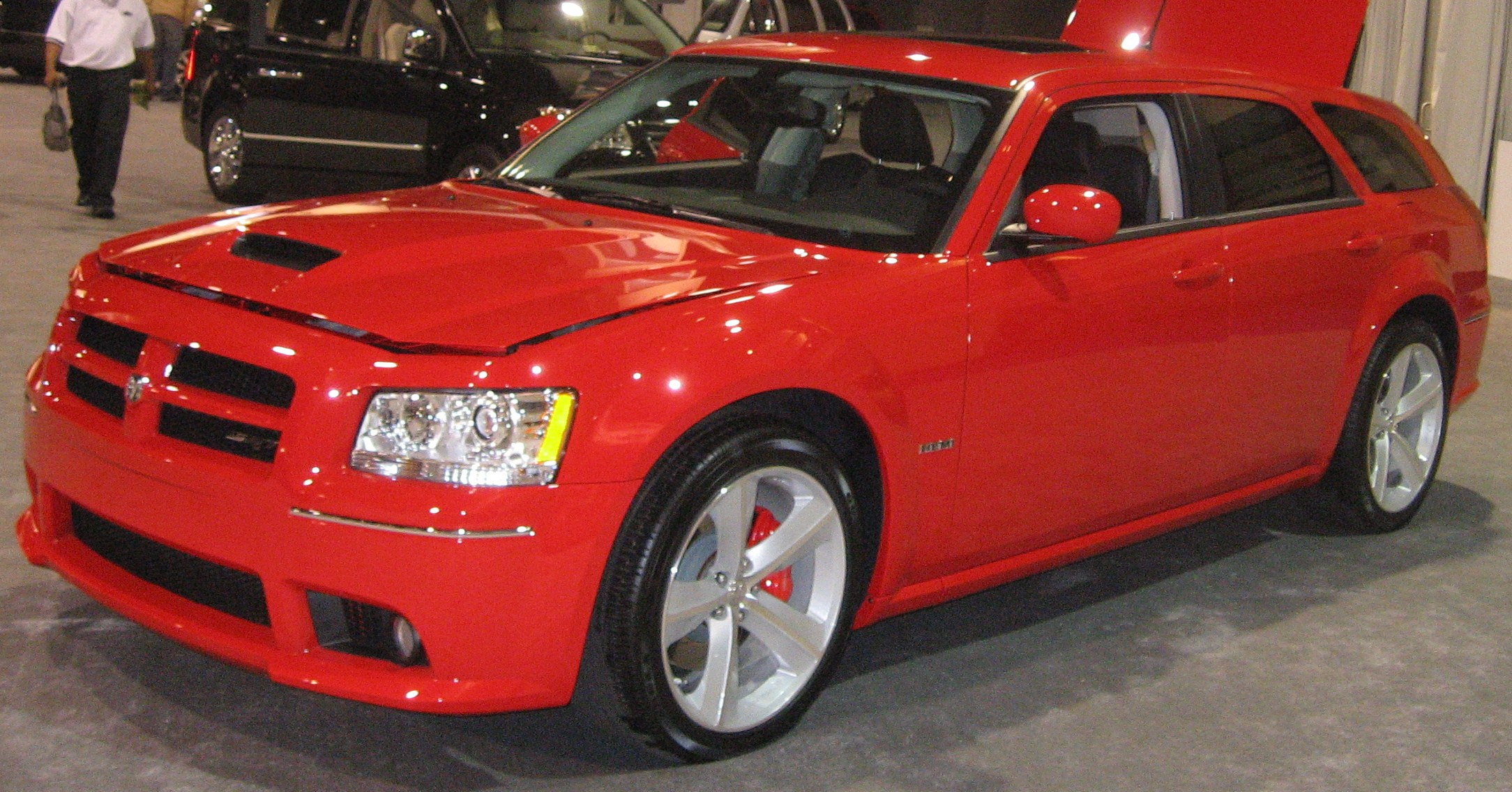
Dodge Magnum SRT-8
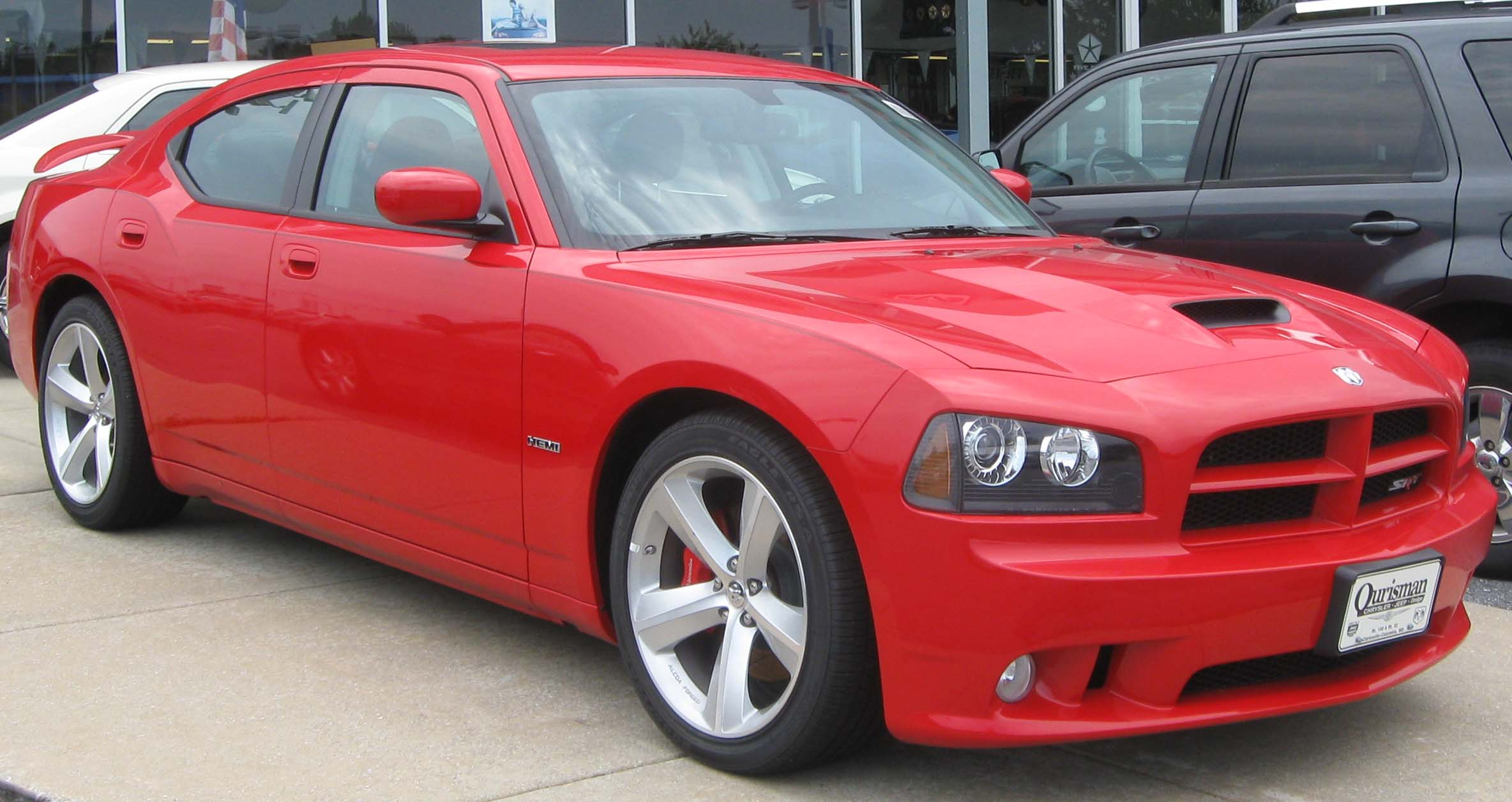
Dodge Charger SRT-8
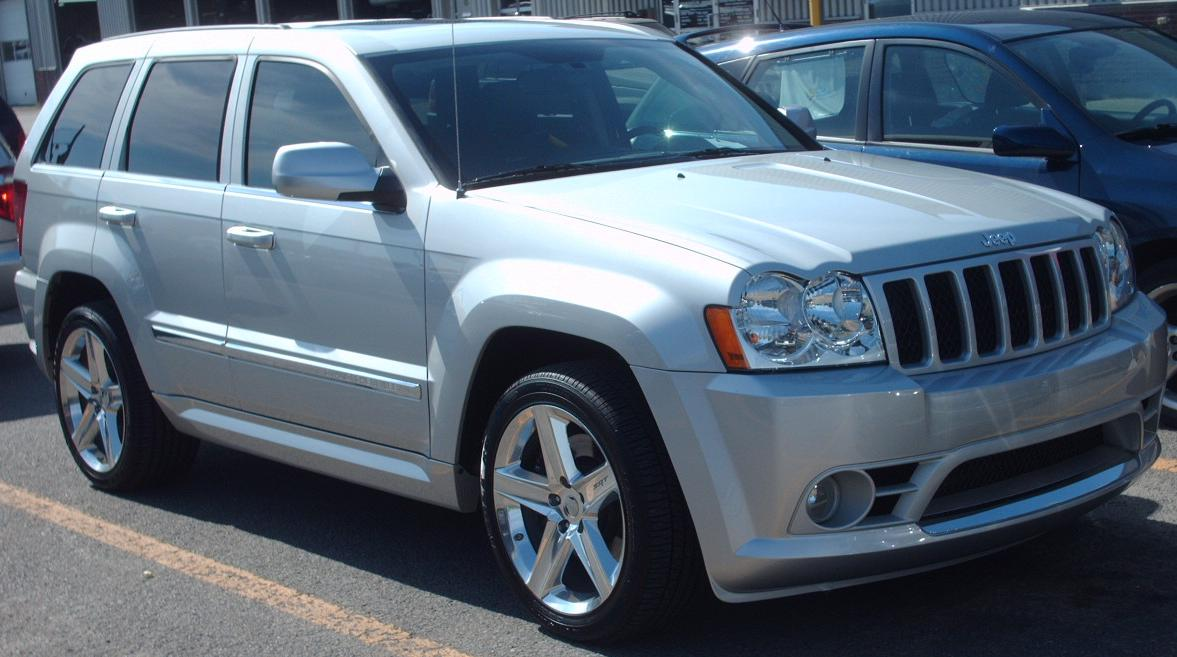
Jeep Grand Cherokee SRT-8
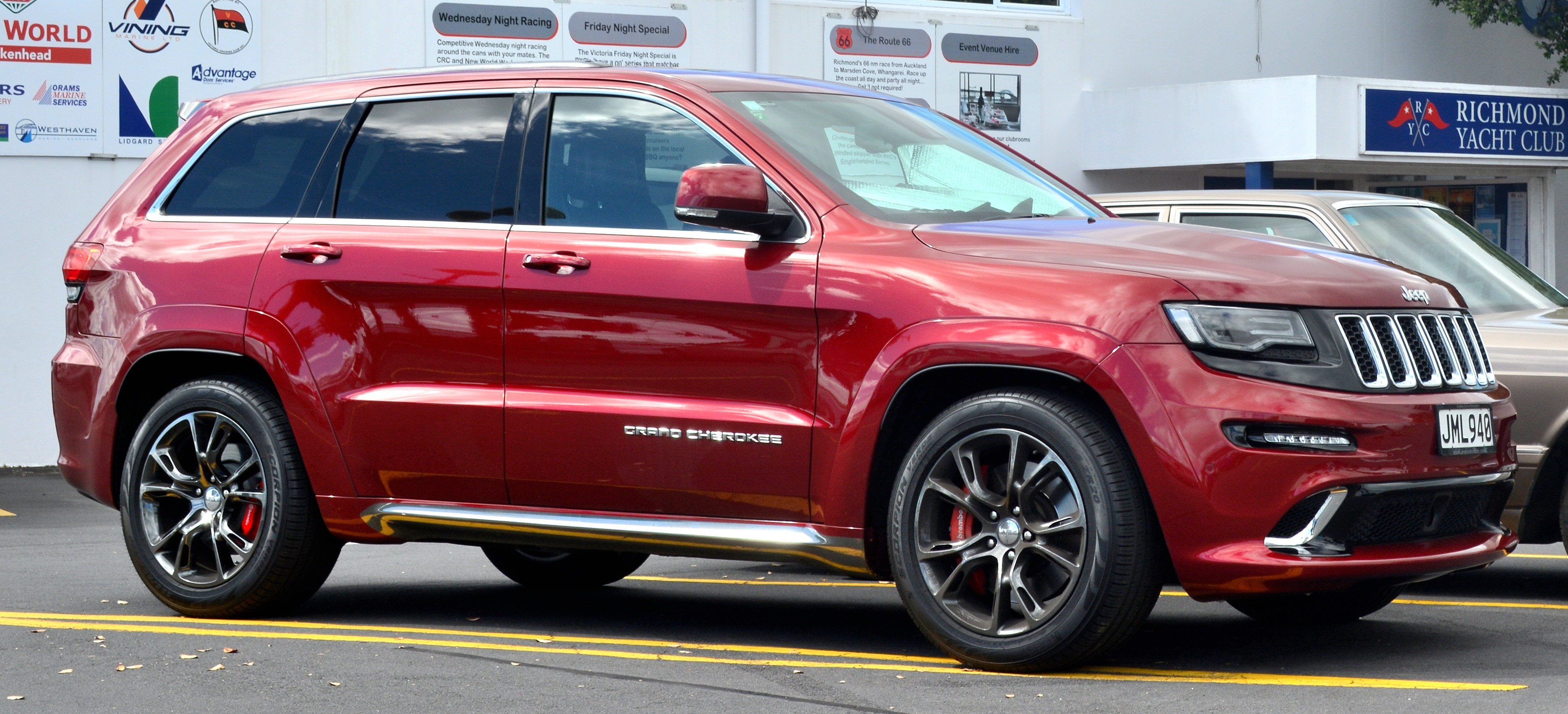
Jeep Grand Cherokee SRT-8
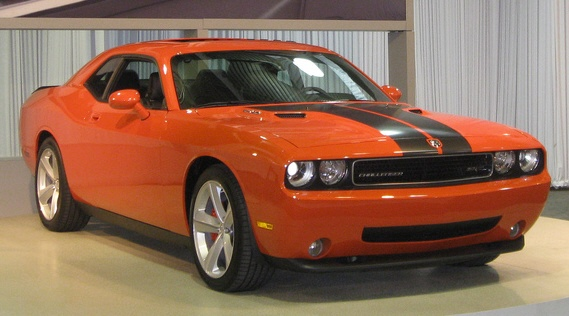
Dodge Challenger SRT-8
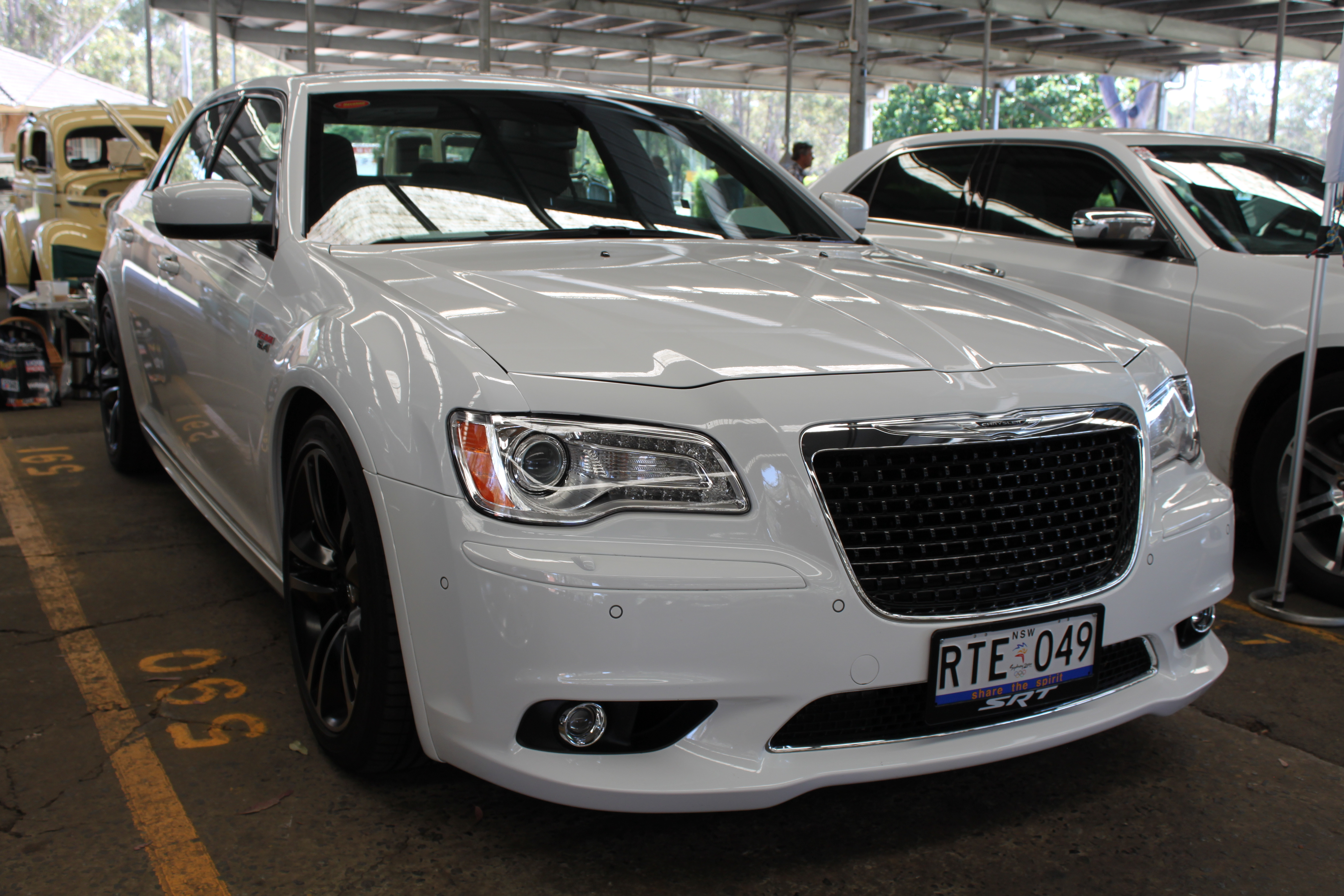
Chrysler 300 SRT-8 (USA)
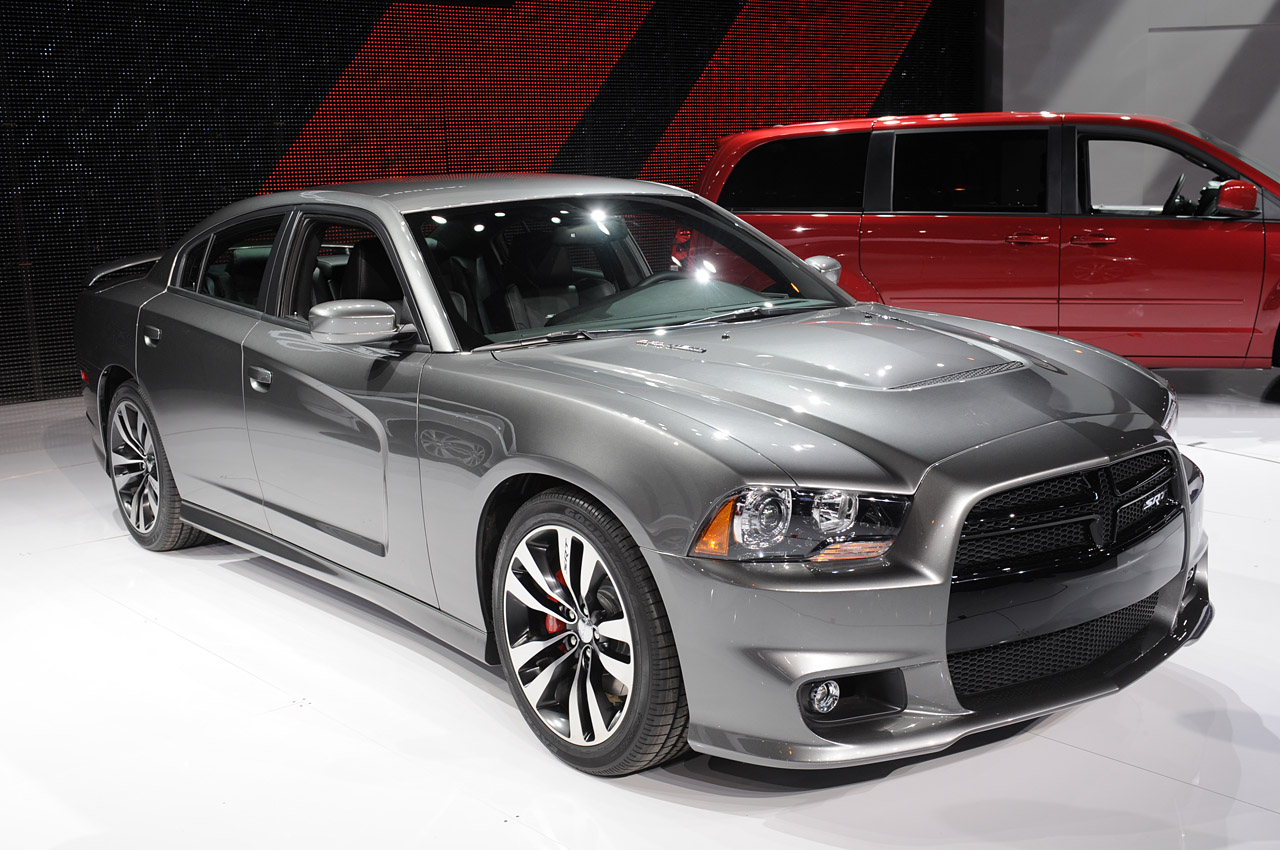
Dodge Charger SRT-8
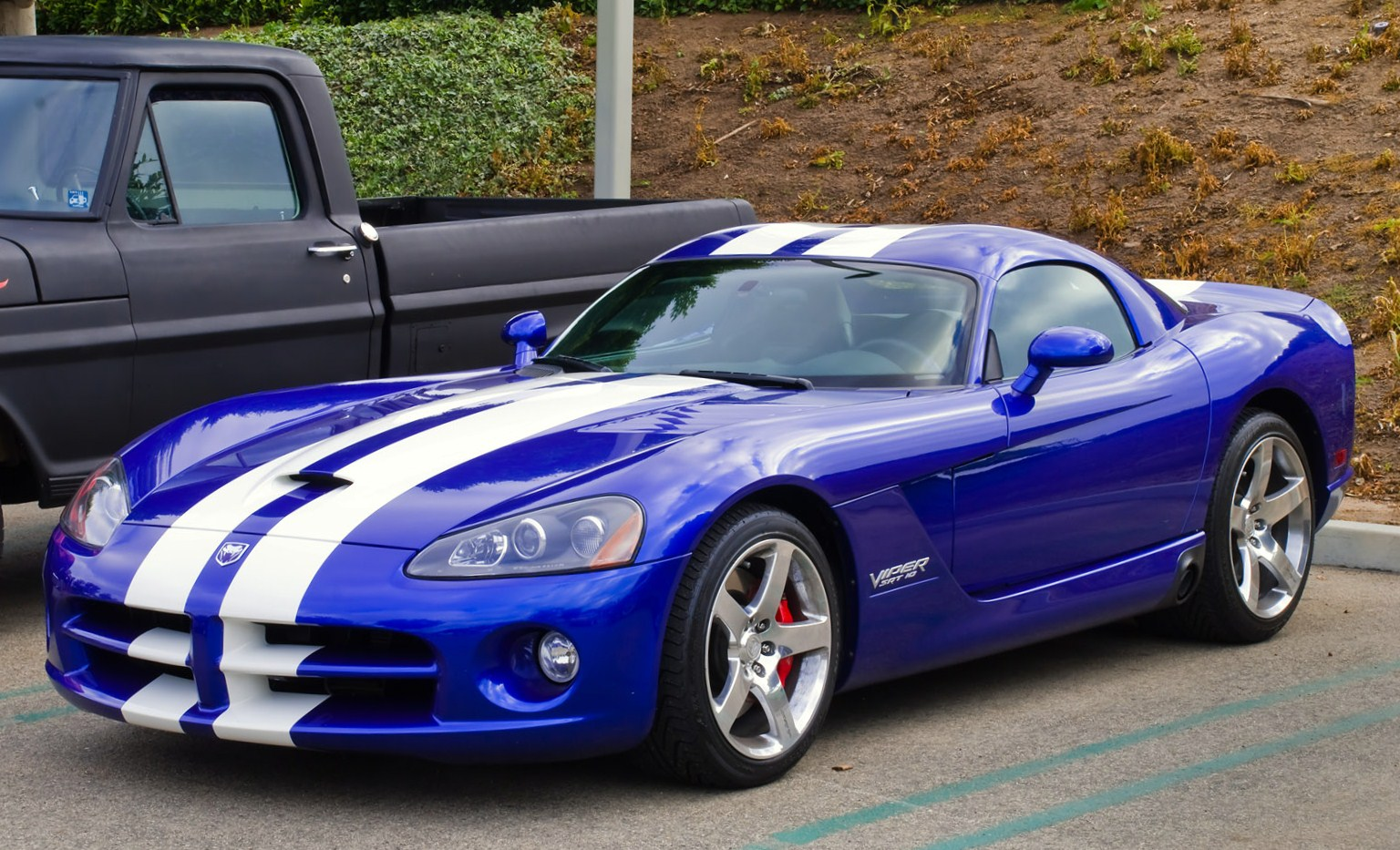
Dodge Viper SRT-10
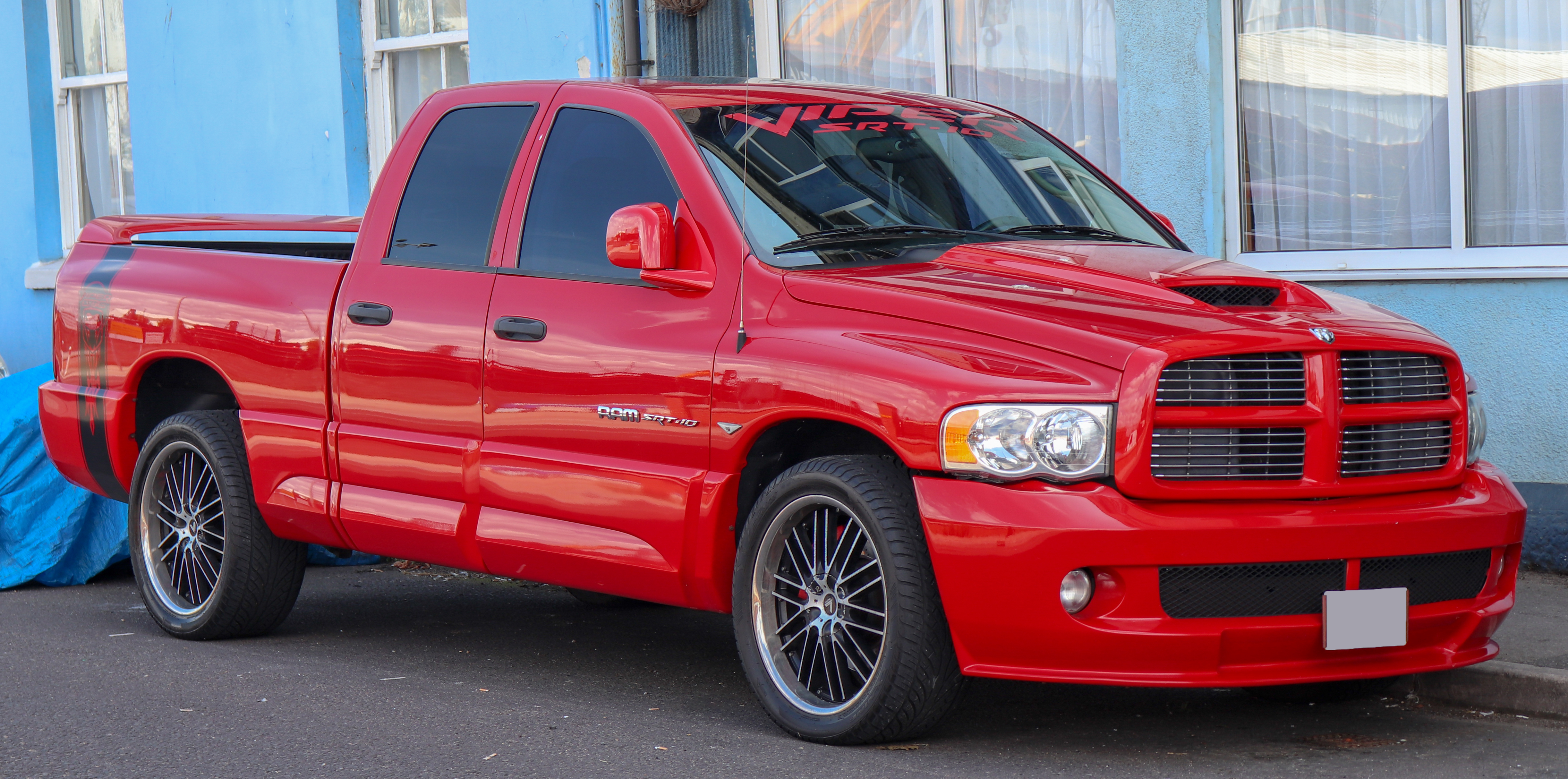
Dodge Ram SRT-10
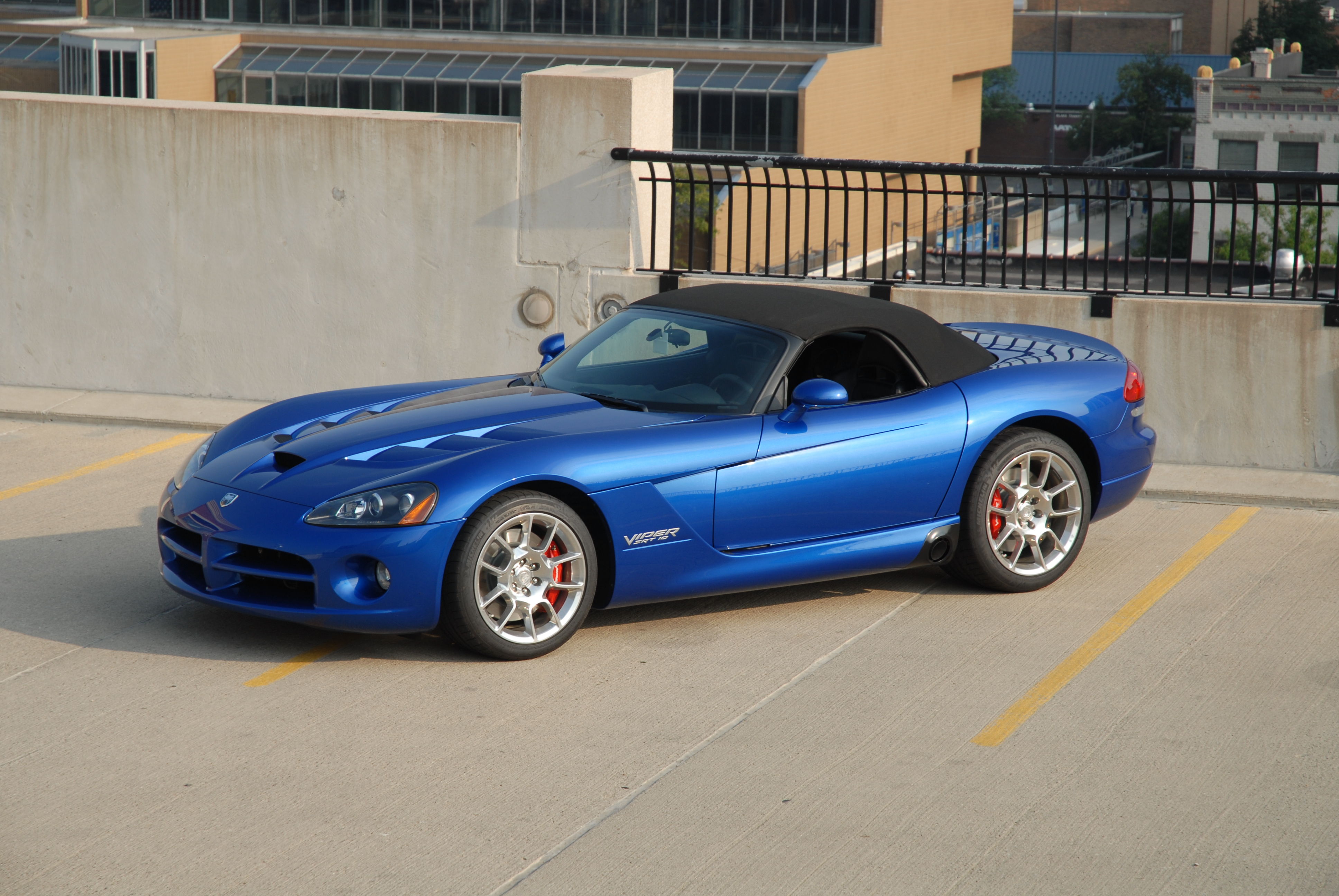
Dodge Viper SRT-10
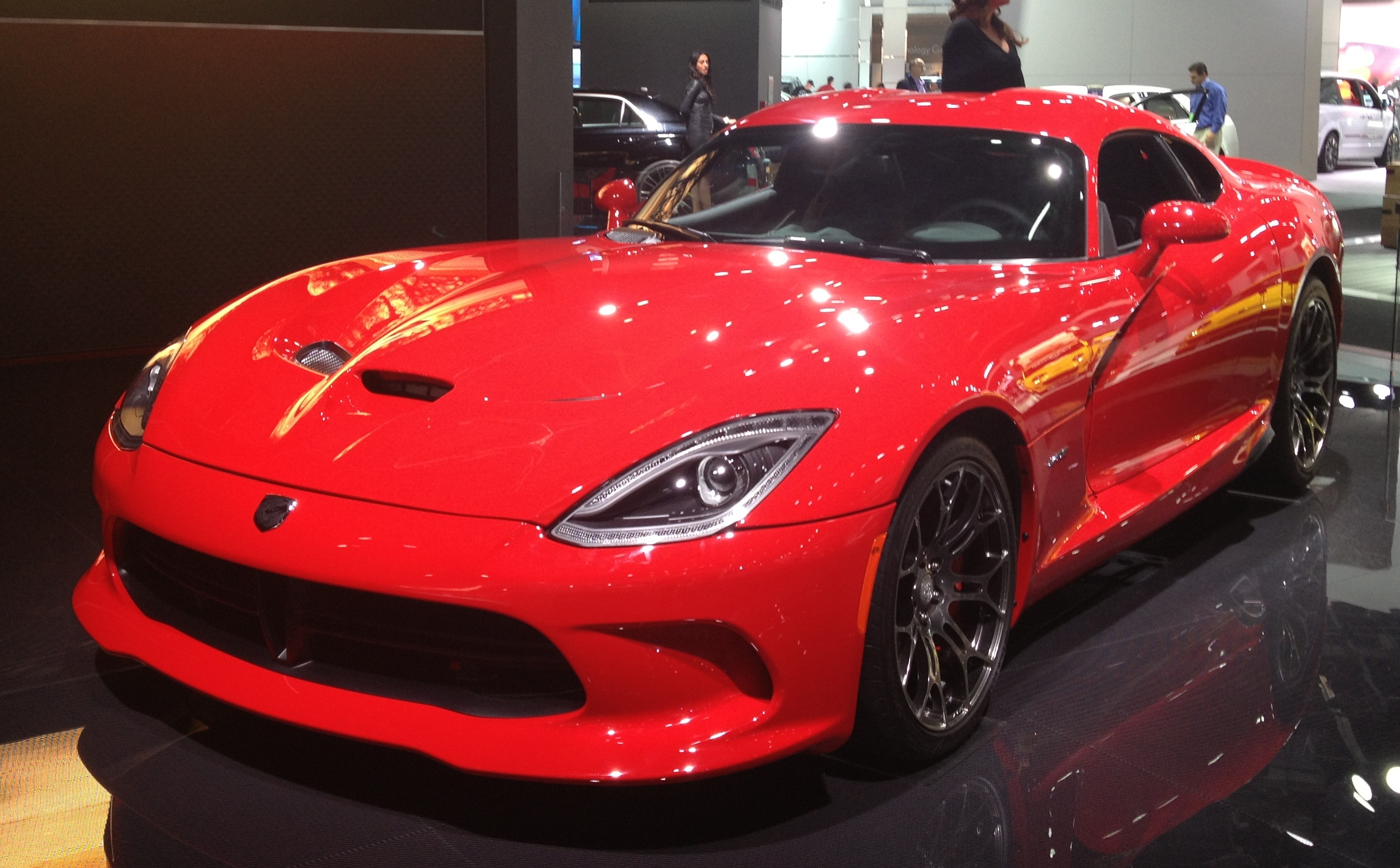
SRT Viper

## Palmarès
- American Le Mans Series
  - Victoire dans la catégorie GT à Road America en 2013 avec les pilotes Marc Goossens et Dominik Farnbacher